# 滕近輝
滕近輝（英語：Philip Teng，1922年1月15日—2013年12月19日），基督教宣道會已故牧師，曾任宣道會區聯會主席、宣道會北角堂榮譽顧問牧師、建道神學院院長、中國神學研究院院長、「驅動差傳事工」的先鋒；亦是書法家、音樂家及神學教育家。

## 生平
滕近輝原籍青島，生於山東濰縣，父親滕景瑞為長老會牧師。1946年，他畢業於國立西北大學外文系，隨後遠赴蘇格蘭愛丁堡大學新學院深造，1950年畢業。1957年，滕近輝出任宣道會北角堂傳道，翌年被按立為牧師，於宣道會北角堂牧養信徒達30年之久。1977年，滕近輝牧師與滕傅忠愛師母以身作則，前往印尼加里曼丹宣教一年。1987年退休後赴美，於紐約州宣道會總會附設之「乃役學院（Nyack College）」北美華人教會事工道學碩士課程擔任系主任，後受該校頒授榮譽法學博士。
滕牧師曾先後出任建道神學院及中國神學研究院義務院長，榮休後先後擔任美國乃役神學院北美華人教會事工道學碩士課程系主任、牧職神學院講座講師。他還曾擔任宣道會香港區聯會、世界華人福音事工聯絡中心、遠東廣播、香港讀經會、宣道出版社等十多間機構的董事會主席，並出任葛培理佈道會《抉擇月刊》的中文版主編。他還曾擔任宣道會香港區聯會榮譽主席及榮譽牧顧長、宣道會北角堂榮譽顧問牧師。現時，宣道會北角堂是香港宣道會中最大的教會之一，每主日有數千人出席崇拜。
滕近輝牧師於1952年與傅忠愛女士結婚，育有子孫十多名。傅忠愛師母於1993年1月28日離世後，滕牧師於1997年11月8日與張佳音教士結婚（後者當時為牧職神學院院長）。
同時，滕牧師還應邀到世界各地主領聚會，腳蹤所及遍達六洲；他對普世差傳事工甚有負擔，曾參與推動1974年的洛桑運動（Lausanne Movement)，且提拔扶掖不少後進，參與牧養、教導、差傳及文字事奉等事工，影響深遠。
在文字服事方面，滕牧師身體力行，服事多年，滕牧師出版數十本屬靈著作，涵蓋信仰成長、教會建設、牧養感言等豐富內容他曾獲得2011年第5屆香港基督教金書獎的“金筆獎”。在聖樂方面，他也曾翻譯《青年聖歌》裡的多首聖詩，參與重編《宣道詩》。
滕近輝牧師於2013年12月19日上午2:22在香港的將軍澳醫院安詳地息勞歸主，享耆壽91歲。

## 著作
滕牧師著作著作頗多，包括:-
- 《路標》 （1971，宣道出版社）
- 《寫給信仰的追尋者》 （1971，宣道出版社）
- 《我是誰》（1975，道聲出版社）
- 《不自由的自由》（1978，道聲出版社）
- 《現代教會路線》（1978，校園團契出版社）
- 《靈力剖視－聖靈比喻研究》（1979，天道書樓）
- 《使徒時代教會的十二個危機》 （1982，宣道出版社）
- 《那從天上來的異象》（1982，宣道出版社）
- 《生命的事奉》 （1984，宣道出版社）
- 《八十年代的新挑戰》（1985，美國更新傳道會/基道出版社）
- 《時代的挑戰》 （1986，宣道出版社）
- 《詩苑靈程》（1987，宣道出版社）
- 《愛徒的叮嚀－約翰書信研究》（1989，宣道出版社）
- 《十二個基本屬靈律則》（1990，美國福音證主協會）
- 《舊約輔讀‧永恒之約 (卷上)》（1993，與曾立華合著，香港讀經會）
- 《那一程－滕近輝牧師、師母印尼加里曼丹宣教記》（1994，突破出版社）
- 《給我羊－滕近輝牧師牧養感言》 （1995，宣道出版社）
- 《在聖靈中長進》（1997，宣道出版社）
- 《聖經中的國度真理》 （1998，宣道出版社）
- 《活出和諧與美好》（1999，宣道出版社）
- 《偏差與平衡》（2002，宣道出版社）
- 《良言善導》（2004，與滕張佳音合著，宣道出版社）
- 《認識撒但的詭計》（2006，宣道出版社）
- 《認識勝利的人生》（2006，宣道出版社）
- 《一份禮物－給事奉的人》（中國神學研究院）
- 《聖經中的十大異象》（宣道出版社）
- 《靈程高處的經歷》（校園書房出版社）
- 《都是恩典－滕近輝回憶錄》（2009，宣道出版社）

譯作：
- 《飲於能力之源》（陶恕、邦茲、古約翰著，1974，宣道出版社）
- 《祈禱出來的能力/POWER THROUGH PRAYER》（E.M.BOUNDS著，1972，宣道出版社）
- 《現代心靈的疾病》（狄樂恩著，宣道出版社）

音/視作品：
- 《歲月燃燒》（1995，福音傳播中心）
- 與及一系列專題錄音帶、錄影（像）帶製品。

於2002年，宣道出版社為其八十大壽誌慶，發行《金輝歲月──滕近輝牧師八秩榮壽紀念》一書，當中把滕牧師多年來的詩作、書法、珍貴照片，以及過往著作中一些精警而充滿屬靈智慧的語句等整理，輯錄成書。